# Vyšné Valice
Vyšné Valice é um município da Eslováquia, situado no distrito de Rimavská Sobota, na região de Banská Bystrica. Tem 15,14 km² de área e sua população em 2018 foi estimada em 264 habitantes.

## Demografia
| Ano:        | 1994 | 2004    | 2014    | 2024    |
| ----------- | ---- | ------- | ------- | ------- |
| Broj ljudi: | 199  | 322     | 287     | 255     |
| Razlika:    |      | +61,80% | -10,86% | -11,14% |

| Ano:               | 2023 | 2024   |
| ------------------ | ---- | ------ |
| Número de pessoas: | 259  | 255    |
| Diferença:         |      | -1,54% |